# گمینا لاشکی
گمینا لاشکی (به لهستانی:  Gmina Laszki) یک گمینا در لهستان است که در شهرستان یاروسواف واقع شده‌است. گمینا لاشکی ۱۳۷٫۸۵ کیلومتر مربع مساحت و ۷٬۰۳۷ نفر جمعیت دارد.